# Trula M. Marcus
Trula M. Marcus (* 21. September 1960) ist eine US-amerikanische Schauspielerin.

## Leben
Marcus hatte 1993 ihre erste nennenswerte Fernsehrolle als Kelly in der Serie Dream On. In den folgenden Jahren spielte sie überwiegend in Filmen, wie etwa in Der Tod kommt auf vier Pfoten (1993), The Brother from Brooklyn (1995), Sunset Park (1996), Der verbotene Schlüssel (2005) und The Fast and the Furious: Tokyo Drift (2006).
Sie ist verehelicht mit Gary S. Hoosier.

## Filmografie
- 1993: Unter der Sonne Kaliforniens (Knots Landing, Fernsehserie, eine Folge)
- 1993: Dream On (Fernsehserie, eine Folge)
- 1993: Der Tod kommt auf vier Pfoten (Man's Best Friend)
- 1994: Star Trek: Deep Space Nine (Fernsehserie, eine Folge)
- 1995: The Brother from Brooklyn (A Brooklyni testvér)
- 1996: Sunset Park
- 1997: One Night Stand
- 1997: Der Regenmacher (The Rainmaker)
- 1999: Operation Splitsville
- 2005: Der verbotene Schlüssel (The Skeleton Key)
- 2006: The Fast and the Furious: Tokyo Drift
- 2007: The Grand
- 2008: Nie wieder Sex mit der Ex (Forgetting Sarah Marshall)
- 2009: State of Play – Stand der Dinge (State of Play)
- 2010: Meine Frau, unsere Kinder und ich (Little Fockers)